# 라스트 페이스
《라스트 페이스》(영어: The Last Face)는 2016년 공개된 미국의 드라마 영화이다. 숀 펜이 연출하고, 샬리즈 세런, 하비에르 바르뎀, 아델 에그자르코풀로스, 장 레노 등이 출연하였다. 2016년 제69회 칸 영화제 황금종려상 경쟁작으로 선정되었으나 대체로 부정 평가를 받았다. 2017년 6월 29일 디렉TV를 통해 배포되었으며, 같은 해 7월 28일 서반 필름스를 통해 주문형 비디오 형태로 유통되는 한편 극장에서 개봉되었다.

## 줄거리
각종 전쟁과 혁명으로 피폐해지고 시민 소요가 계속되고 있는 서아프리카. 내과의 렌은 돌아가신 아버지가 2003년에 시작한 국제 인도주의 구호 단체 "세계의 의사들"(Médecins du Monde)을 이끌며 헌신하고 있다. 렌은 외과의 미겔을 만나 불모지가 된 현장에서 어려운 결정을 함께하며 사랑에 빠지지만, 곧 미겔이 사촌 엘렌과 관계가 있었다는 사실을 알게 되는데...

## 출연
- 샬리즈 세런 - 렌 피터슨 역
- 하비에르 바르뎀 - 미겔 레온 역
- 아델 에그자르코풀로스 - 엘렌 역
- 장 레노 - 로브 의사 역
- 재러드 해리스 - 존 파버 의사 역
- 시본길레이 믈람보 - 아사투 역
- 메릿 위버 - 말리 역
- 도미니카 야블론스카
- 오스카 베스트
- 호퍼 펜
- 브론윈 리드
- 이리나 미콜리

## 기타 제작진
- 총괄 제작: 존 카이퍼
- 라인 제작: 테리린 로버트슨, 저닌 밴애슨
- 미술: 앤드루 로스
- 의상: 다이애나 실리어스